# Lymantria libella
Lymantria libella är en fjärilsart som beskrevs av Swinhoe 1904. Lymantria libella ingår i släktet Lymantria och familjen tofsspinnare. Inga underarter finns listade i Catalogue of Life.